# University of Zimbabwe
Die University of Zimbabwe wurde 1952 in Simbabwe als College der University of London gegründet und ist seit 1971 selbständig. Die Universität hat ihren Campus im Norden von Harare. Sie umfasst zehn Fakultäten und zählt 12.271 Studenten im Jahr 2009.
Die Gründung eines Hochschulinstituts in Rhodesien wurde erstmals 1945 vorgeschlagen. Nachdem 1946 auch die gesetzgebende Versammlung Südrhodesiens eine Hochschule für das britische Zentralafrika verlangt hatte, richtete der Generalgouverneur einen Fonds für die Gründung einer rhodesischen Universität ein, und im Jahr darauf stellte die Stadt Salisbury (heute Harare) Land für den künftigen Campus zur Verfügung.
1952 erließ die gesetzgebende Versammlung Südrhodesiens die notwendigen Beschlüsse für die Gründung der Hochschule, die ihre Kurse an provisorischen Standorten aufnahm. Die Bauarbeiten auf dem Campus begannen 1953; ab 1957 war der gesamte Hochschulbetrieb dort konzentriert. Das University College of Rhodesia and Nyasaland war seit 1956 in besonderer Weise mit der Universität London assoziiert, der medizinische Unterricht, der 1963 begann, mit der University of Birmingham. Nach der Auflösung der Föderation von Rhodesien und Njassaland 1963 und der einseitigen Unabhängigkeitserklärung Rhodesiens durch die weiße Minderheitsregierung 1965 behielt die Hochschule ihre Autonomie und blieb für alle Bevölkerungsteile offen. 1970–1971 wurden die Assoziationen mit den Universitäten London und Birmingham aufgelöst, und die Hochschule erlangte Selbständigkeit als University of Rhodesia. Der Name wurde nach der international anerkannten Unabhängigkeit Simbabwes 1980 in University of Zimbabwe umbenannt. 1982 ersetzte ein Parlamentsbeschluss das ursprüngliche Gründungsstatut.

## Fakultäten
- Fakultät für Landwirtschaft, Lebensmittel und Umweltsysteme
- Fakultät für Kunst und Geisteswissenschaften
- Fakultät für Betriebswirtschaftslehre und Volkswirtschaftslehre
- Fakultät für Erziehungswissenschaften
- Fakultät für Ingenieurwissenschaften
- Juristische Fakultät
- Fakultät für Medizin und Gesundheitswissenschaften
- Fakultät für Naturwissenschaften
- Fakultät für Sozial- und Verhaltenswissenschaften
- Fakultät für Veterinärwissenschaften